# Prąd Norweski

Prąd Norweski zaznaczony na mapie na pomarańczowo

Prąd Norweski – ciepły prąd morski płynący wzdłuż wybrzeży Norwegii, na Morzu Norweskim.
Prąd Norweski, będący odnogą ciepłego Prądu Zatokowego, decydująco wpływa na klimat Norwegii. Podnosi on temperaturę powietrza w strefie norweskiego wybrzeża, powodując największe w świecie dodatnie anomalie klimatyczne, dochodzące w rejonie Lofotów do 25 °C.
Średnia temperatura Prądu Norweskiego zimą wynosi około 3,5 °C i waha się od 2 do 5 °C, natomiast latem temperatura prądu jest cieplejsza od źródeł Morza Norweskiego.
Istnieje duża zmienność prędkości prądu, wahająca się od około 20 cm/s do maksimum 100 cm/s. Średnia prędkość wynosi 30 około cm/s.